# NGC 7155
NGC 7155 is een lensvormig sterrenstelsel in het sterrenbeeld Indiaan. Het hemelobject werd op 30 september 1834 ontdekt door de Britse astronoom John Herschel.

## Synoniemen
- IC 5143
- ESO 237-16
- FAIR 991
- PGC 67663